# Герб Куала-Лумпура
Герб Куала-Лумпура представляет собой официальную символику столицы Малайзии. Герб представляет собой геральдический щит английской формы. Верхняя часть герба окрашена в красный цвет, нижняя в белый. На гербе изображены три полосы красного, синего и белого цветов. В нашлемнике изображена голова тигра. Под головой тигра изображены кинжалы. Щитодержателями являются две зелёные ветви с красными цветами и оранжевой лентой. Внизу герба расположена лента, на которой написано полное название города.